# Ágoston László (operaénekes)
Ágoston László (Budapest, 1986. július 25. –) énekművész (bariton), a Moltopera vezetője, zenei menedzser, marketing tanácsadó és blogger. A 2017-ben elhunyt T. Ágoston László író fia. A 2018-as országgyűlési választásokat követően hagyta el Magyarországot, jelenleg az Egyesült Királyságban, Bristolban él.

## Életpályája

### Tanulmányai
Kisgyermekkorától érdekelte a színpad világa. Első komolyabb sikereit versmondó versenyeken érte el, kétszer nyerte el a Vörösmarty-emlékérmet, Kaleidoszkóp- és József Attila-díjas, megkapta a Radnóti-diplomát. 18 évesen döntött a zenés színház mellett és H. Németh Lujza valamint Széll Rita vezetésével készült a zeneakadémiai felvételire. Eközben a Budapesti Kommunikációs Főiskolán marketing és újságírás szakot végzett (itt OTDK-különdíjas lett, elnyerte a Köztársasági ösztöndíjat és tanulmányai végeztével felkerült a főiskola dicsőségfalára), majd első próbálkozásra felvételt nyert a Liszt Ferenc Zeneművészeti Egyetemre, ahol Sólyom-Nagy Sándor tanítványa volt. Részt vett többek közt Polgár László és Marton Éva mesterkurzusán. A 2010–2011-es évben a Zeneakadémia Hallgatói Önkormányzatának elnökévé választották, ahol nagy erővel vágott neki a munkának, nevéhez fűződik sok más mellett a Figaro hallgatói havilap megalapítása is.

### Menedzserként
A zeneakadémiai évek végeztével "összegyűjtötte a legjobb énekeseket, akiket ismert" és megalapította a Moltoperát, amelynek célja hogy fiatal, pályakezdő művészek részvételével ismertessék meg és tegyék kedveltté az operát a fiatalok között.
2010 óta Kayamar menedzsere, aki ez óta megnyerte az I. Rezene reklámzene-szerző versenyt és Brian Eno különdíját az angliai Noise fesztiválon.
2011–2013 között a volt a Jeunesses Musicales Hungary magyarországi főtitkára.

### Moltopera
Diplomája megszerzése után, 2011-ben, szinte azonnal megalapította a Moltopera Társulatot. A fiatal, pályakezdő énekesekből álló operatársulat célja, "hogy újra emberközelivé tegye az opera műfaját"  és széles közönségekhez érjen el komolyzenével. A megalakulásuk után kevesebb, mint egy év alatt felléptek többek közt a Művészetek Palotájában, a Sziget Fesztiválon, a Magyar Dal Napján és a Pécsi Nemzeti Színházban is.
Az Operaházban 2014. november 23-án debütált a csapat Haydn A lakatlan sziget című operájával a Királyi lépcsőházban kialakított kamarateremben, az azóta már Bayreuthban is megfordult, akkor még friss diplomás, Geréb Zsófia rendezésében. Ágoston László eredetileg csak műfordítóként és producerként vett volna részt az előadásban, de az egyik főszereplő hirtelen rosszulléte miatt beugrással, a szerepet egyetlen nap alatt megtanulva kellett megmentenie azt. A kritika énekesként és műfordítóként is éltette és volt, aki a 2014/15-ös évad legjobb előadásai közé választotta a Moltopera premierjét, A lakatlan szigetet.
A nagy sikerre való tekintettel a darabot még évekig repertoárján tartotta a Magyar Állami Operaház és további előadásokat rendelt meg a Moltoperától: így született meg a Novák János rendezte Szökdelés a szerjából (Mozart Szöktetésének ifjúsági változata) és a Két nő című előadás, amit maga szerző, Gryllus Samu vezényelt.
A színházi előadások mellett Ágoston László rendszeresen tart ifjúsági beavató előadásokat is, amelyekkel Magyarországon kívül már Németországban és Nagy-Britanniában is értek el sikereket. 2014-ben megalakult a Moltopera Deutschland, a Moltopera német ága, amely a drezdai parlamentben, Norbert Lammert, a Bundestag elnökének jelenlétében tartotta első koncertjét.
A Moltopera előadásainak jelentős részét rendezi, rendezőként a tradicionális színház híve. Énekesként saját társulatában csak ritkán lép föl.

## Bloggerként
2016 tavaszán indította el blogját, amellyel hamar az érdeklődés középpontjába került. alig több, mint egy év alatt százezer fölé növelte kedvelői létszámát. Elsősorban közéleti és emberi jogi kérdésekkel foglalkozik, de gyakran posztol személyes írásokat is. Kifejezetten célja a magyarországi közbeszéd megreformálása, a kulturált párbeszédet hirdeti.
Legismertebb blogposztjai futótűzként terjedtek el Magyarországon: az Orbán Viktor miniszterelnököt és követőit saját szavaival szembesítő írására külföldi újságok, például a Der Standard is, reflektáltak A cikk publikálása után nem sokkal hackertámadás érte oldalát, az agostonlaszlo.hu-t.
Hasonlóan nagy vihart kavart a CEU-bezárására tett kísérletekkor posztolt videója, amelyben diktatúrának nevezte Magyarországot.
Nem tartja magát sem jobb-, sem baloldali értelmiséginek, és bár volt, hogy elfogadta politikusok - például Vona Gábor - beszélgetésmeghívását, nem tervez politikai pályára állni.

## Poliamoria
2018 óta vallja magát nyíltan poliamornak, ismeretterjesztő honlapja és előadásai Nonmono néven futnak, ezekkel szeretne segíteni az önelfogadással, és az etikus non-monogám életforma buktatóival küzdő embereknek.

## Főbb elismerései
- Északi Jószolgálati Nagykövet.[32]
- Kaleidoszkóp-díj és különdíjak
- Radnóti-diploma
- Köztársasági ösztöndíj
- Vörösmarty-emlékérem